# Cross Me
Cross Me è un singolo del cantautore britannico Ed Sheeran, pubblicato il 24 maggio 2019 come secondo estratto dal sesto album in studio No. 6 Collaborations Project.

## Descrizione
Terza traccia dell'album, il singolo ha visto la collaborazione dei rapper statunitensi Chance the Rapper e PnB Rock, sebbene la partecipazione di quest'ultimo deriva dalla sua concessione di un campionamento del brano XXL Freestyle.

## Video musicale
Il 24 maggio 2019 è stato pubblicato un lyric video attraverso il canale YouTube del cantante.
Il videoclip ufficiale è stato invece presentato il 21 giugno dello stesso anno. Diretto da Ryan Staake, esso mostra una ballerina con una tuta da performance capture sulla quale appaiono le immagini digitalizzate di Sheeran e Chance the Rapper, per poi concludersi con la stessa che porta la tecnologia nella realtà e si trasforma in maniera incontrollata nei due artisti.

## Tracce
Testi e musiche di Ed Sheeran, Fred Gibson, Chancelor Bennett e Rakim Hasheem Allen.
Download digitale
1. Cross Me (feat. Chance the Rapper & PnB Rock) – 3:26

Download digitale – remix
1. Cross Me (feat. Chance the Rapper & PnB Rock) (M-22 Remix) – 3:27

## Formazione
Musicisti
- Ed Sheeran – voce
- Chance the Rapper – voce aggiuntiva
- PnB Rock – voce aggiuntiva
- FRED – batteria, tastiera, chitarra, basso, programmazione, cori
- Giampaolo Parisi – sound design, sintetizzatore
- Marco Parisi – sound design, sintetizzatore

Produzione
- FRED – produzione, ingegneria del suono
- Manny Marroquin – missaggio
- Chris Galland – ingegneria al missaggio
- Robin Florent – assistenza tecnica al missaggio
- Scott Desmarais – assistenza tecnica al missaggio
- Gabe Jaskowiak – registrazione voce di Chance the Rapper
- Stuart Hawkes – mastering

## Classifiche

### Classifiche settimanali
| Classifica (2019-20) | Posizione massima |
| -------------------- | ----------------- |
| Australia            | 5                 |
| Austria              | 18                |
| Belgio (Fiandre)     | 51                |
| Belgio (Vallonia)    | 51                |
| Canada               | 12                |
| Danimarca            | 9                 |
| Estonia              | 6                 |
| Finlandia            | 8                 |
| Francia              | 86                |
| Germania             | 23                |
| Irlanda              | 6                 |
| Islanda              | 35                |
| Italia               | 45                |
| Lettonia             | 5                 |
| Libano               | 3                 |
| Lituania             | 9                 |
| Norvegia             | 15                |
| Nuova Zelanda        | 6                 |
| Paesi Bassi          | 37                |
| Polonia              | 41                |
| Portogallo           | 30                |
| Regno Unito          | 4                 |
| Repubblica Ceca      | 14                |
| Romania              | 66                |
| Slovacchia           | 9                 |
| Spagna               | 76                |
| Stati Uniti          | 25                |
| Svezia               | 13                |
| Svizzera             | 21                |
| Ungheria (download)  | 12                |
| Ungheria (streaming) | 6                 |

### Classifiche di fine anno
| Classifica (2019) | Posizione |
| ----------------- | --------- |
| Australia         | 55        |
| Canada            | 83        |
| Danimarca         | 51        |
| Lettonia          | 66        |
| Regno Unito       | 44        |
| Ungheria          | 75        |